# Гунтер фон Бамберг
Гунтер фон Бамберг (на немски: Gunther von Bamberg, † 23 юли 1065, вероятно в Секешфехервар или Шопрон, Унгария) е канцлер на император Хайнрих III, от 1057 до 1065 г. епископ на Бамберг и значима политическа личност по своето време.

## Биография
Гунтер учи в катедралното училище в Бамберг, остава като каноник в катедралата на Бамберг.
Става доверено лице на архиепископа на Кьолн Анно II, най-могъщия църковен княз по онова време. Чрез него влиза в контакт с Хайнрих III, който го прави канцлер на Имперска Италия през 1054 г. През 1057 г. е епископ на Бамберг и може да контролира пресичането на Алпите.
След смъртта на Хайнрих III в края на 1056 г. отношенията му с Агнес Поатиенска се влошават. През 1059 г. Гунтер свиква синод, който да ускори Славянската мисия. Спомага за писането на средногерманската поезия. Поръчва написването на легендата за Етцел и Амалунг.
Гунтер умира от тежка болест в Шопрон при връщането му от Йерусалим на 23 юли 1065 г. Връщащи се поклонници го закарват покрит с неговата византийска копринена кърпа в Бамберг, където му построяват паметник. Кърпата му се намира в музея на диоцеза Бамберг.